# École normale supérieure de Pise
Pour les autres articles nationaux ou selon les autres juridictions, voir École normale supérieure.
L'École normale supérieure de Pise (en italien, Scuola normale superiore di Pisa, généralement abrégée en Scuola Normale, SNS ou Normale di Pisa) est un établissement d'enseignement supérieur italien à Pise et Florence. Chargée de former des universitaires, elle a donné à l'Italie trois Prix Nobel et plusieurs présidents de la République.
Ses élèves, issus d'un concours très sélectif, sont appelés normalisti.

## Histoire

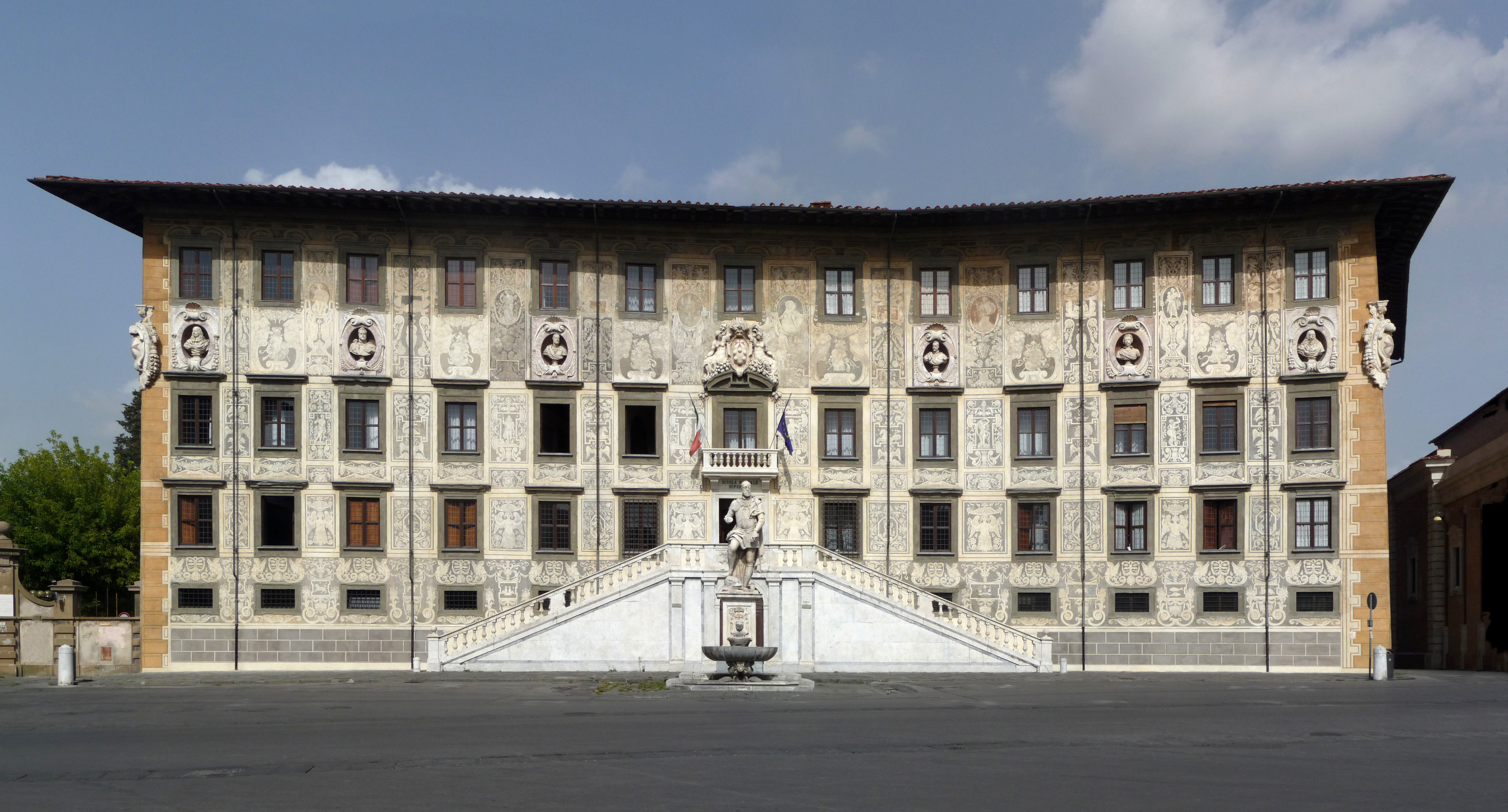
Façade du Palazzo della Carovana à Pise, bâtiment historique de l'École normale supérieure de Pise.

Fondée dans la ville de Pise le 18 octobre 1810 par Napoléon comme « succursale » de l'École normale de Paris en Toscane, « pays qui a rendu des services essentiels aux sciences et aux arts », elle fut longtemps la seule grande école d'Italie. Reconnue comme université nationale lors du Risorgimento, en 1862, et alors appelée « École normale supérieure du royaume d'Italie » (Scuola normale superiore del Regno d'Italia), elle n'a obtenu de l'Université de Pise son autonomie complète qu'en 1936.
En 1988, la première convention liant la Scuola normale superiore de Pise à l’École normale supérieure à Paris est signée, créant un flux permanent d’échanges entre les deux Écoles (aujourd’hui une cinquantaine d’élèves des deux institutions en bénéficient tous les ans).
D’autres accords ont suivi, dans le même esprit : entre la SNS di Pisa et les deux ENS de Lyon, puis entre la Scuola superiore Sant'Anna de Pise (SSSA di Pisa) et les 4 ENS françaises en 2003, et enfin entre la SNS et l’ENS Cachan, en 2006.
L’ENS de la rue d'Ulm à Paris crée en 1998 une Représentation de l’ENS Ulm en Italie, dont le siège se trouve à la Scuola normale de Pise, chargée de suivre (ou de précéder) les programmes d’échange et les différents projets qui lient l’ENS Ulm à l’Italie.

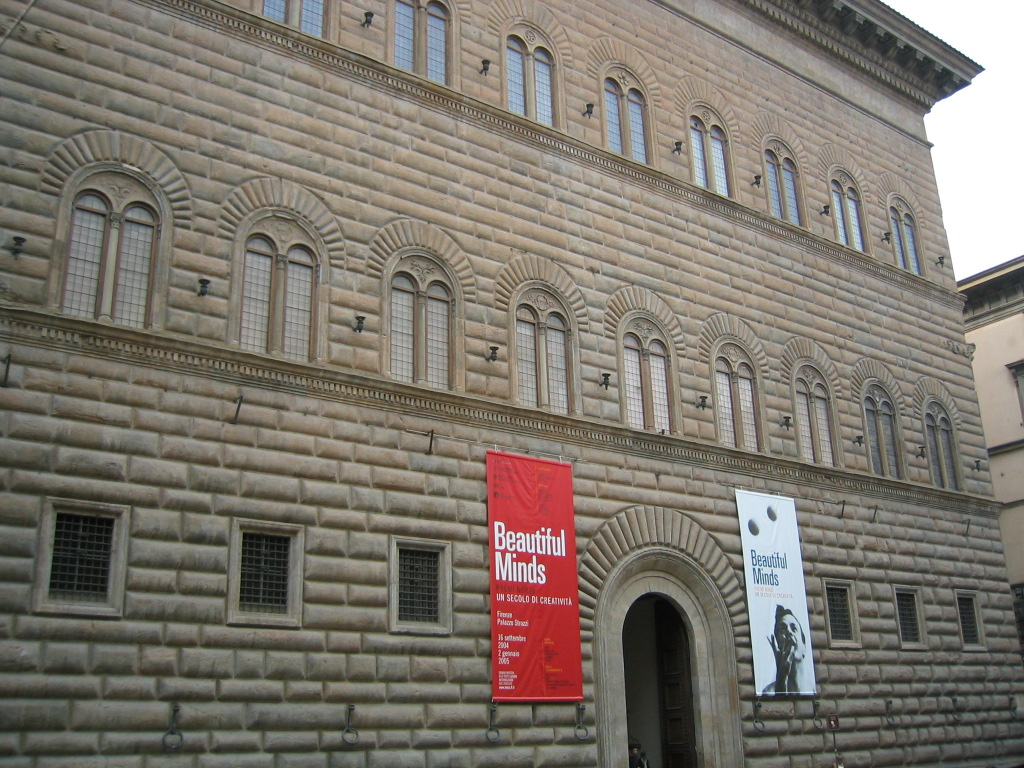
Façade du Palazzo Strozzi à Florence, deuxième siège de l'École normale supérieure.

Par les disciplines qui y sont prises en compte, la Scuola superiore Sant'Anna de Pise est plus semblable à l’ENS Cachan qu’à la rue d'Ulm. La Scuola Normale Superiore de Pise en revanche ressemble davantage à l'ENS Ulm. Il existe donc une certaine symétrie entre la vie des deux ENS parisiennes et celle des deux ENS pisanes : d'un côté les sciences pures et les lettres (ENS Ulm et SNS) et de l'autre les sciences appliquées, l'ingénierie, le droit et la gestion (ENS Cachan et SSSA) ; constat qu'il faut néanmoins nuancer en considérant que l'ENS de Cachan et la Sant'Anna accueillent également des normaliens spécialisés en sciences humaines et sociales (économie, sociologie, histoire…).
Un lien avec les élèves des Écoles normales supérieures françaises perdure. En effet, les élèves de Pise participent aux rencontres sportives annuelles entre ENS (Inter-ENS).

## Enseignement et recherche
Comme à l'ENS de la rue d'Ulm à Paris, l'enseignement et la recherche se partagent en deux champs d'études, les lettres (sciences de l'homme et de la société) et les sciences. Elle offre les enseignements suivants :

### Classe de lettres et de philosophie
- Langues et littératures anciennes
- Langue et littérature italienne
- Philosophie et logique
- Histoire
- Histoire de l'art
- Archéologie

### Classe de sciences
- Mathématiques fondamentales et appliquées
- Chimie
- Physique
- Biologie
- Informatique

## Études
La SNS n'admet ses élèves qu'après une sélection sévère, de façon à former par la suite les professeurs et chercheurs les plus compétents.
Les élèves de l'École normale sont lauréats d'un concours généraliste, dont les épreuves portent sur l'ensemble d'un champ d'étude. Le concours informatique nécessite par exemple des connaissances en mathématiques, physique et chimie, ainsi qu'une large culture générale. Il n'existe pas de classes préparatoires préparant ce concours, qui peut être présenté à l'issue de la première (30 postes en sciences et 24 en lettres pour 2007) ou de la troisième année universitaire (de 5 à 8 postes par section).
Les élèves sont soumis au régime de l'internat et perçoivent durant leurs études une gratification, en sus du remboursement de leurs frais.

## Campus
L'École normale est installée au même endroit depuis sa création, le Palazzo della Carovana (Palais de la Caravane) sur la  Piazza dei Cavalieri  (Place des Chevaliers), dans le centre-ville médiéval de Pise.
La bibliothèque qui y est installée comprend plus de 800 000 volumes.

## Professeurs célèbres
- Alessandro D'Ancona, professeur de littérature
- Luigi Bianchi, mathématicien
- Eugenio Garin, philosophe et historien

## Élèves célèbres
- Massimo D'Alema, homme politique
- Cesare Arzelà, mathématicien
- Giulio Ascoli, mathématicien
- Wilhelm Blaschke, mathématicien
- Giosuè Carducci, écrivain (Prix Nobel)
- Carlo Azeglio Ciampi, homme politique (Président de la République)
- Michele Cipolla, mathématicien
- Pietro Citati, écrivain
- Enrico Fermi, physicien (Prix Nobel)
- Ilaria Gaspari, philosophe
- Giovanni Gentile, philosophe et homme politique
- Giovanni Gronchi, homme politique (Président de la république)
- Michela Marzano, philosophe (Université de Paris V)
- Anna Minguzzi, physicienne
- Alessandro Natta, homme politique
- Carlo Rubbia, physicien (Prix Nobel)
- Adriano Sofri, journaliste
- Antonio Tabucchi, écrivain
- Girolamo Vitelli, helléniste
- Vito Volterra, mathématicien
- Alessio Figalli, mathématicien (Médaille Fields)